# Palmarillo, Cotaxtla
Palmarillo är en ort i Mexiko.   Den ligger i kommunen Cotaxtla och delstaten Veracruz, i den sydöstra delen av landet, 300 km öster om huvudstaden Mexico City. Palmarillo ligger 72 meter över havet och antalet invånare är 335.
Terrängen runt Palmarillo är platt. Runt Palmarillo är det ganska tätbefolkat, med 65 invånare per kvadratkilometer. Närmaste större samhälle är Piedras Negras, 19,6 km öster om Palmarillo. Omgivningarna runt Palmarillo är en mosaik av jordbruksmark och naturlig växtlighet.